# 6 Horas de Bogotá
Las 6 horas de Bogotá es una carrera de resistencia que se disputa anualmente en el mes de Diciembre en el Autódromo de Tocancipá, 20 km al norte de Bogotá, en la región metropolitana de la ciudad. Es la carrera de automovilismo de resistencia más prestigiosa de Colombia, reúne a pilotos y equipos nacionales e internacionales y se disputa desde 1986. Se realiza el primer sábado de diciembre de cada año. Se gestiona como carrera independiente, y la final para el Campeonato Nacional de Automovilismo (CNA)

## Historia
La carrera tuvo su primera edición a mediados de 1986 a raízla idea de tener una carrera de larga duración en el país. Su primera edición fue denominada Premio Wagner Cofre Motor y se realizó a cien vueltas, en el circuito de Tocancipá de 2040 metros. Esta fue disputada por carros de turismo de pequeño cilindraje junto a carros con motores V8. Su primer ganador fue Pablo Gómez en un Simca.
Para la segunda edición en 1987 se decidió cambiar las cien vueltas por una duración de tres horas. En 1988 pasó a su actual duración de seis horas.

## Categorías
Hay varias categorías de autos dentro de la carrera. Los ganadores y los puntos se puntúan dentro de cada categoría para la clasificación y los resultados de la carrera.
- Fuerza Libre 2,000cc+
- Prototipos P1
- Prototipos Caterham
- Turbo Turismos
- Turismos Hasta 1,600cc
- Turismos 2,001 a 3,000cc
- GT

## Resultados[4]

### Fuerza Libre 2,000cc+
| Año  | 1st                                                               | 2nd                                                                      | 3rd                                                                      |
| 2020 | ANDRES MENDEZ. DAVID MENDEZ. THOMAS STEUER                        | DAVID MENDEZ. J.P.CLOPATOFSKY. A.MENDEZ. G.MENDEZ                        | LUIS GENARO RICO. FRANSESCO GALVIS. NICOLAS LEYTON                       |
| 2019 | OSCAR TUNJO. JHON ESTUPIÑAN. JAIME GUERRERO. JUAN MANUEL GONZALEZ | JAVIER VILLAGOMEZ. MIGUEL VILLAGOMEZ. MATEO VILLAGOMEZ. JUAN JOSE RIVERA | JAVIER VILLAGOMEZ. MIGUEL VILLAGOMEZ. MATEO VILLAGOMEZ. JUAN JOSE RIVERA |
| 2018 | OSCAR TUNJO. JORGE CORTES. JAIME GUERRERO                         | XAVIER VILLAGOMEZ. MIGUEL VILLA. JUAN JOSE RIVERA                        | XAVIER VILLAGOMEZ. MIGUEL VILLA. JUAN JOSE RIVERA                        |

### Prototipos P1
| Año  | 1st                                                  | 2nd                                                             | 3rd                                                                      |
| 2021 | J.PALACIO. D FERNANDEZ. F TRIANA. C FORRERO          | FELIPE MERJECH. DIAZ. SANDOVAL                                  | JUAN RUIZ. IGNACIO RUIZ                                                  |
| 2019 | SANTIAGO LOZANO. MAURICIO LOZANO. SEBASTIAN VILLAMIL | ANDRES MÉNDEZ. NATALIA MÉNDEZ. DAVID MÉNDEZ. SEBASTIAN SAAVEDRA | JOSE MANUEL ALZATE. JUAN DIEGO ALZATE. NICOLAS CASTILLO. ANDRES CEBALLOS |
| 2018 | RENZO SANDOVAL. IGNACIO RUIZ. F.MERJERCH             | SANTIAGO LOZANO. SEBASTIAN VILLAMIL                             | DANIEL FERNANDEZ. JORDI HERRERA                                          |

### Prototipos Caterham
| Año  | 1st                                          | 2nd                                                        | 3rd                                         |
| 2021 | A.VARGAS. JAVIER RINCON. SAM WALKER. C.MEJIA | CARLOS CANTU. ANDRES PRIETO. RICHARD VINCENT               | JOAQUIN CAICEDO. NOEL LEON. J.F.GARCIA      |
| 2019 | JAVIER RINCON. ANDRES VARGAS. CAMILO MEJIA   | PABLO GOMEZ. SANTIAGO MEJIA. NICOLAS BEDOYA. JUAN GONZALEZ | IVAN HERNANDEZ. JULIAN PINZON. DAVID PULIDO |
| 2018 | CARLOS GOMEZ. JUAN GARCIA. JOAQUIN CAICEDO   | SAM WALKER. JAVIER RINCON. ANDRES VARGAS                   | CAMILO MEJIA. SANTIAGO MEJIA. PABLO GOMEZ   |

### Turbo Turismos
| Año  | 1st                                   | 2nd                                                | 3rd                                                           |
| 2020 | PAVEL RUSSI. N,GUTIERREZ. PAULA RUSSI | RODRIGO ROESEL. FELIPE TRIANA                      | JUAN PALACIO. FELIPE BETANCOURT. CARLOS HENAO                 |
| 2019 | PAVEL RUSSI. NELSON GUTIERREZ         | ANDRES MURCIA. ANDRES BARON. DIEGO FORERO          | PABLO JARAMILLO. EDUARDO GRUN. MAURICIO MORA. MIGUEL ESTOLLER |
| 2018 | PAVEL RUSSI. NELSON GUTIERREZ         | JAVIER R QUINTERO. SANTIAGO GUERRERO. JUAN VILLOTA | JOSE L PEÑA. JOSE PEÑA. DIEGO NARBONA                         |

### Turismos Hasta 1,600cc
| Año  | 1st                                      | 2nd                                         | 3rd                                            |
| 2020 | VICTOR BARRERA. SAULO BARRERA. J.L.LLANA | CESAR ROMERO. JUAN LOPEZ                    | CARLOS ATALYA. LUIS GOMEZ. NICOLAS VILA        |
| 2019 | JUAN RUIZ. IGNACIO RUIZ                  | SAULO BARRERA. VICTOR BARRERA. JOSE LLAÑA   | FELIPE MERJECH. JUAN VILLOTA. JUAN ARENAS      |
| 2018 | DAVID TORRES. CARLOS RICO JUAN CASADIEGO | SAULO BARRERA. VICTOR BARRERA. DANIEL NUÑEZ | HUGO FAJARDO. OSWALDO FAJARDO. ANDRES CEBALLOS |

### Turismos 2,001 a 3,000cc
| Año  | 1st                                                       | 2nd                                          | 3rd                                            |
| 2020 | SANTIAGO MEJIA. C.FORRERO. J.F.GARCIA. J.D.CHAMORRO       | J.MERCHAN. E.PEDRAZA. L.A.GARCIA. C.BARBOSA  | RICARDO REYES. DIEGO GALVIS                    |
| 2019 | CAMILO FORRERO. LORENZO ALBORTA. J.FGARCIA. A.F.RODRIGUEZ | N.OLARTE. G.OLARTE / A.F BOTERO / F.MANTILLA | D.GIANFRANSESCO. DANIEL LARIVA. ALVARO PACHECO |
| 2018 | DANIEL OSORIO. ANDRES RAMIREZ. JUAN MANUEL GONZALEZ       | NICOLAS OLARTE. ANDRES BOTERO. F.MANTILLA    | JUAN ARENAS. CHRISTIAN PEREZ                   |

### Ganadores general
| Año  | Pilotos              | Pilotos            | Pilotos               | Pilotos               | Automóvil                 |
| ---- | -------------------- | ------------------ | --------------------- | --------------------- | ------------------------- |
| 1986 | Pablo Gómez          | Pablo Gómez        | Pablo Gómez           | Pablo Gómez           | Simca                     |
| 1987 | Honorato Espinosa    | Honorato Espinosa  | Lucio Bernal          | Lucio Bernal          | Fiat                      |
| 1988 | Felipe Solano        | Álvaro Mejía       | John Estupiñán        | John Estupiñán        | Renault 4                 |
| 1989 | Andrés Chiriboga     | Andrés Chiriboga   | Miguel Morejón        | Miguel Morejón        | Porsche                   |
| 1990 | Ricardo Cano         | Ricardo Cano       | Jorge Cortés          | Jorge Cortés          | Mazda                     |
| 1991 | John Estupiñán       | R. Wilson          | P. Bickenbach         | P. Bickenbach         | BMW                       |
| 1992 | Juan Carlos Rojas    | Juan Carlos Rojas  | Diego Guzmán          | Diego Guzmán          | Camaro                    |
| 1993 | Juan Carlos Rojas    | Oswaldo Fajardo    | Diego Guzmán          | Diego Guzmán          | Oldsmobile                |
| 1994 | Jorge Cortés         | Ricardo Cano       | Luis Méndez           | Luis Méndez           | Spice                     |
| 1995 | Jorge Cortés         | Juan Pablo Montoya | Diego Guzmán          | Diego Guzmán          | Spice                     |
| 1996 | Jorge Cortés         | Juan Pablo Montoya | Jorge Arango          | Jorge Arango          | Spice                     |
| 1997 | Jorge Cortés         | Juan Pablo Montoya | Diego Guzmán          | Diego Guzmán          | Spice                     |
| 1998 | Jorge Cortés         | Jorge Cortés       | Diego Guzmán          | Diego Guzmán          | Camaro                    |
| 1999 | Jorge Cortés         | Jaime Guerrero     | Diego Guzmán          | Diego Guzmán          | Spice                     |
| 2000 | Felipe Solano        | Felipe Solano      | Jaime Guerrero        | Jaime Guerrero        | Camaro                    |
| 2001 | Felipe Solano        | Felipe Solano      | Jaime Guerrero        | Jaime Guerrero        | Mustang                   |
| 2002 | Felipe Solano        | Jaime Guerrero     | Roberto José Guerrero | Roberto José Guerrero | Ford Mustang              |
| 2003 | William Rudd         | Jiro Cifuentes     | Jaime Mantilla        | Guillermo Olarte      | Radical Suzuki            |
| 2004 | F. Monfardin         | F. Ballabio        | Camilo Zúrcher        | Camilo Zúrcher        | Radical Suzuki            |
| 2005 | Henry Taleb          | Henry Taleb        | Sebastián Merchán     | Sebastián Merchán     | Prototipo Ecuador         |
| 2006 | Juan Espinosa        | Juan Espinosa      | Mario Moncayo         | Mario Moncayo         | JEC Toyota                |
| 2007 | Sebastián Martínez   | Sebastián Martínez | Julián Martínez       | Julián Martínez       | Radical                   |
| 2008 | Sebastián Martínez   | Sebastián Martínez | Julián Martínez       | Julián Martínez       | Radical                   |
| 2011 | Gustavo Yacamán      | Javier Castillo    | Felipe Triana         | Julián Albarracín     | Prototipo Niko Salamandra |
| 2012 | Alex Popow           | Gaetano Ardagna    | Ryan Dalziel          | Ryan Dalziel          | Daytona Prototipo         |
| 2013 | Julián Martínez      | Sebastián Martínez | Santiago Lozano       | Santiago Lozano       | Radical                   |
| 2014 | Juan Manuel González | Juan Alzate        | Gabby Chávez          | Gabby Chávez          | Prototipo Niko Salamandra |
| 2015 | Javier Villagómez    | Miguel Villagómez  | Juan Rivera           | José Moltalto         | Radical SR3 1.5           |
| 2016 | José Forero          | José Forero        | Sebastián Villamil    | Sebastián Villamil    | Radical SR3               |
| 2017 | Javier Villagómez    | Miguel Villagómez  | Juan Rivera           | Julio Moreno          | Radical SR3 1.500         |
| 2018 | Óscar Tunjo          | John Estupiñán     | Jaime Guerrero        | Jorge Cortés          | West Turbo                |
| 2019 | Óscar Tunjo          | John Estupiñán     | Jaime Guerrero        | Juan Manuel González  | SRT No. 45                |
| 2020 | David Méndez         | Andrés Méndez      | Thomas Steuer         | Thomas Steuer         | Radical SR3               |
| 2021 | Miguel Villagomez    | Mateo Villagomez   | Juan Rivera           | Xavier Villagomez     | Radical SR3               |